# Gabriele Hafermaas
Gabriele Hafermaas (* 1940 in Berlin) ist eine deutsche Illustratorin.
Sie illustriert seit 1980 Schul-, Sach- und Bilderbücher und lebt und arbeitet seit 1996 in einer ehemaligen Glashütte in Immenhausen bei Kassel.

## Auszeichnungen
- 1986 Deutscher Jugendliteraturpreis für „Bisonjäger und Mäusefreunde“ (Text: Karin von Welck) in der Sparte „Kindersachbuch“[2]

## Buchillustrationen (Auswahl)
- Steinadler. Maier, Ravensburg 1986, ISBN 978-3-473-34306-5.
- Auf der anderen Seite der Erde: Geschichte u. Geschichten d. Südsee. Rautenstrauch-Joest-Museum für Völkerkunde, Köln 1987, ISBN 978-3-923158-10-2.
- Bisonjäger und Mäusefreunde: wie die Indianer in Nordamerika früher lebten und wie es ihnen heute geht. Maier, Ravensburg 1992, ISBN 978-3-473-35548-8.
- Der deutsche Bauernkrieg. Maier, Ravensburg 1992, ISBN 978-3-473-35634-8.
- Jakob und seine Freunde. Arena, Würzburg 1993, ISBN 978-3-401-04389-0.
- Die Feder. Patmos, Düsseldorf 2000, ISBN 978-3-491-37423-2.
- Der Freund der Adler. Echter, Würzburg 2000, ISBN 978-3-429-02204-4.
- Die Hosentaschenbibel. Vandenhoeck und Ruprecht, Göttingen 2004, ISBN 978-3-525-60413-7.
- Alles wird gut!: der kleine Löwe und seine Freunde. Verl. Sankt Michaelsbund, München 2005, ISBN 978-3-920821-75-7.
- Circle around: Stationentraining für den Sportunterricht. Auer, Donauwörth 2007, ISBN 978-3-403-04519-9.
- Krümel unterwegs. Verl. Sankt Michaelsbund, München 2009, ISBN 978-3-939905-33-2.
- Das Hühnerwunder oder der weite Weg nach Santiago. Butzon & Bercker, Kevelaer 2010, ISBN 978-3-7666-1350-9.
- Ein Brief an Simba. Verl. Sankt Michaelsbund, München 2011, ISBN 978-3-939905-73-8.